# Smorzewka
Smorzewka (Piscidia L.) – rodzaj roślin z rodziny bobowatych (Fabaceae). Według The Plant List obejmuje co najmniej 7 gatunków. 

## Systematyka
Pozycja według APweb (aktualizowany system APG III z 2009)
Jeden z rodzajów plemienia Millettieae z podrodziny bobowatych właściwych (Faboideae) z rodziny bobowatych (Fabaceae) należącej do rzędu bobowców (Fabales) reprezentującego dwuliścienne właściwe.
Wykaz gatunków
| - Piscidia carthagenensis Jacq. - Piscidia cubensis Urb. - Piscidia ekmanii Rudd - Piscidia grandifolia (Donn.Sm.) I.M.Johnst. - Piscidia havanensis (Britton & Wilson) Urb. & Ekman - Piscidia mollis Rose - Piscidia piscipula (L.) Sarg. |